# East Saint Louis
East Saint Louis – miasto w Stanach Zjednoczonych, w stanie Illinois, nad rzeką Missisipi.

## Demografia
W 2000 r. miasto to na powierzchni 37,03 km² zamieszkiwało 31 542 osób. W 2023 r. liczba mieszkańców spadła aż o ponad 44%, do 17 642 osób, a gęstość zaludnienia poniżej 477 osób/km².

## Gospodarka
W mieście rozwinął się przemysł hutniczy, szklarski, chemiczny oraz spożywczy.